# Laix
Laix est une commune française située dans le département de Meurthe-et-Moselle, en région Grand Est.

## Géographie

### Communes limitrophes
Les communes limitrophes sont Baslieux, Chenières, Morfontaine, Ville-au-Montois et Villers-la-Montagne.
| Chenières |                  | Villers-la-Montagne |
|           | Laix             | Morfontaine         |
| Baslieux  | Ville-au-Montois |                     |

### Hydrographie

#### Réseau hydrographique
La commune est dans le bassin versant de la Meuse au sein du bassin Rhin-Meuse. Elle est drainée par le ruisseau de Nanheul,.

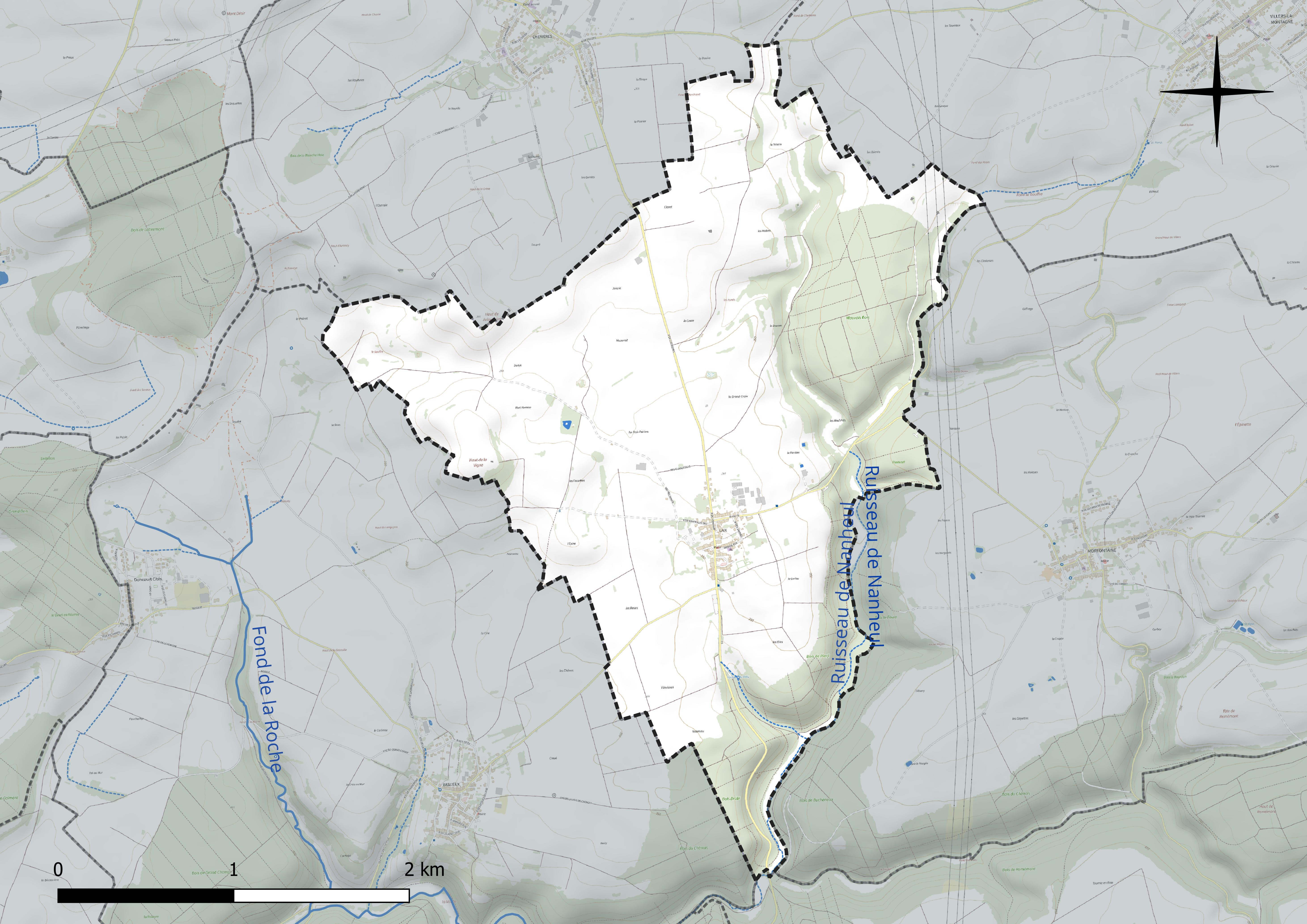
Réseau hydrographique de Laix.

#### Gestion et qualité des eaux
Le territoire communal est couvert par le schéma d'aménagement et de gestion des eaux (SAGE) « Bassin ferrifère ». Ce document de planification concerne le périmètre des anciennes galeries des mines de fer, des aquifères et des bassins versants hydrographiques associés qui s’étend sur 2 418 km2. Les bassins versants concernés sont celui de la Chiers en amont de la confluence avec l'Othain, et ses affluents (la Crusnes, la Pienne, l'Othain), celui de l'Orne et ses affluents et celui de la Fensch, le Veymerange, la Kiesel et les parties françaises du bassin versant de l'Alzette et de ses affluents (Kaylbach, ruisseau de Volmerange). Il a été approuvé le 27 mars 2015. La structure porteuse de l'élaboration et de la mise en œuvre est la région Grand Est.
La qualité des cours d’eau peut être consultée sur un site dédié géré par les agences de l’eau et l’Agence française pour la biodiversité.

### Climat
Pour des articles plus généraux, voir Climat du Grand Est et Climat de Meurthe-et-Moselle.
En 2010, le climat de la commune est de type climat de montagne, selon une étude du Centre national de la recherche scientifique s'appuyant sur une série de données couvrant la période 1971-2000. En 2020, Météo-France publie une typologie des climats de la France métropolitaine dans laquelle la commune est exposée à un climat semi-continental et est dans la région climatique Lorraine, plateau de Langres, Morvan, caractérisée par un hiver rude (1,5 °C), des vents modérés et des brouillards fréquents en automne et hiver.
Pour la période 1971-2000, la température annuelle moyenne est de 8,9 °C, avec une amplitude thermique annuelle de 16,4 °C. Le cumul annuel moyen de précipitations est de 884 mm, avec 13,4 jours de précipitations en janvier et 9,4 jours en juillet. Pour la période 1991-2020, la température moyenne annuelle observée sur la station météorologique de Météo-France la plus proche, « Villette », sur la commune de Villette à 17 km à vol d'oiseau, est de 10,1 °C et le cumul annuel moyen de précipitations est de 909,4 mm. 
La température maximale relevée sur cette station est de 39 °C, atteinte le 25 juillet 2019 ; la température minimale est de −14,8 °C, atteinte le 20 décembre 2009,,.
Les paramètres climatiques de la commune ont été estimés pour le milieu du siècle (2041-2070) selon différents scénarios d'émission de gaz à effet de serre à partir des nouvelles projections climatiques de référence DRIAS-2020. Ils sont consultables sur un site dédié publié par Météo-France en novembre 2022.

## Urbanisme

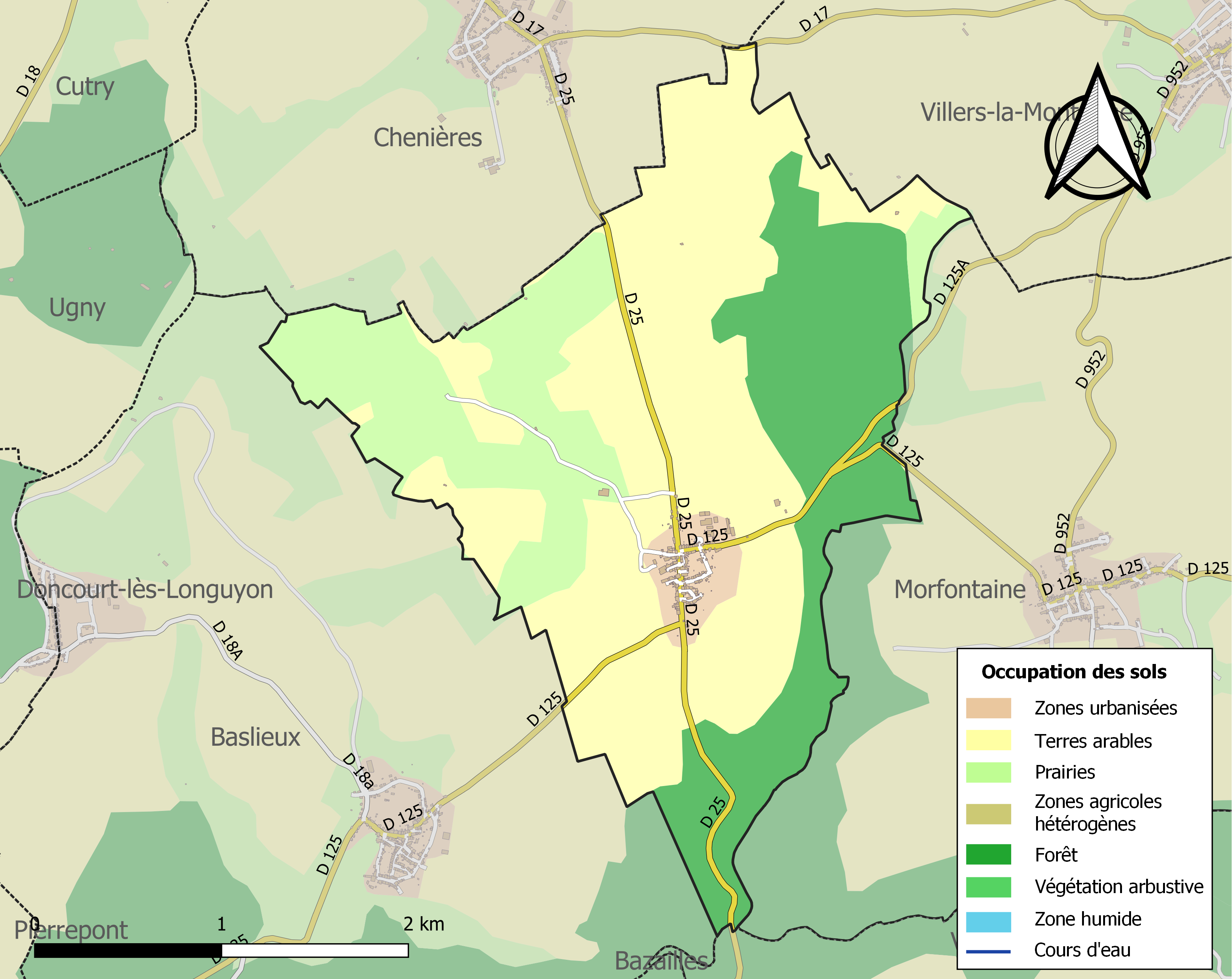
Carte des infrastructures et de l'occupation des sols de la commune en 2018 (CLC).

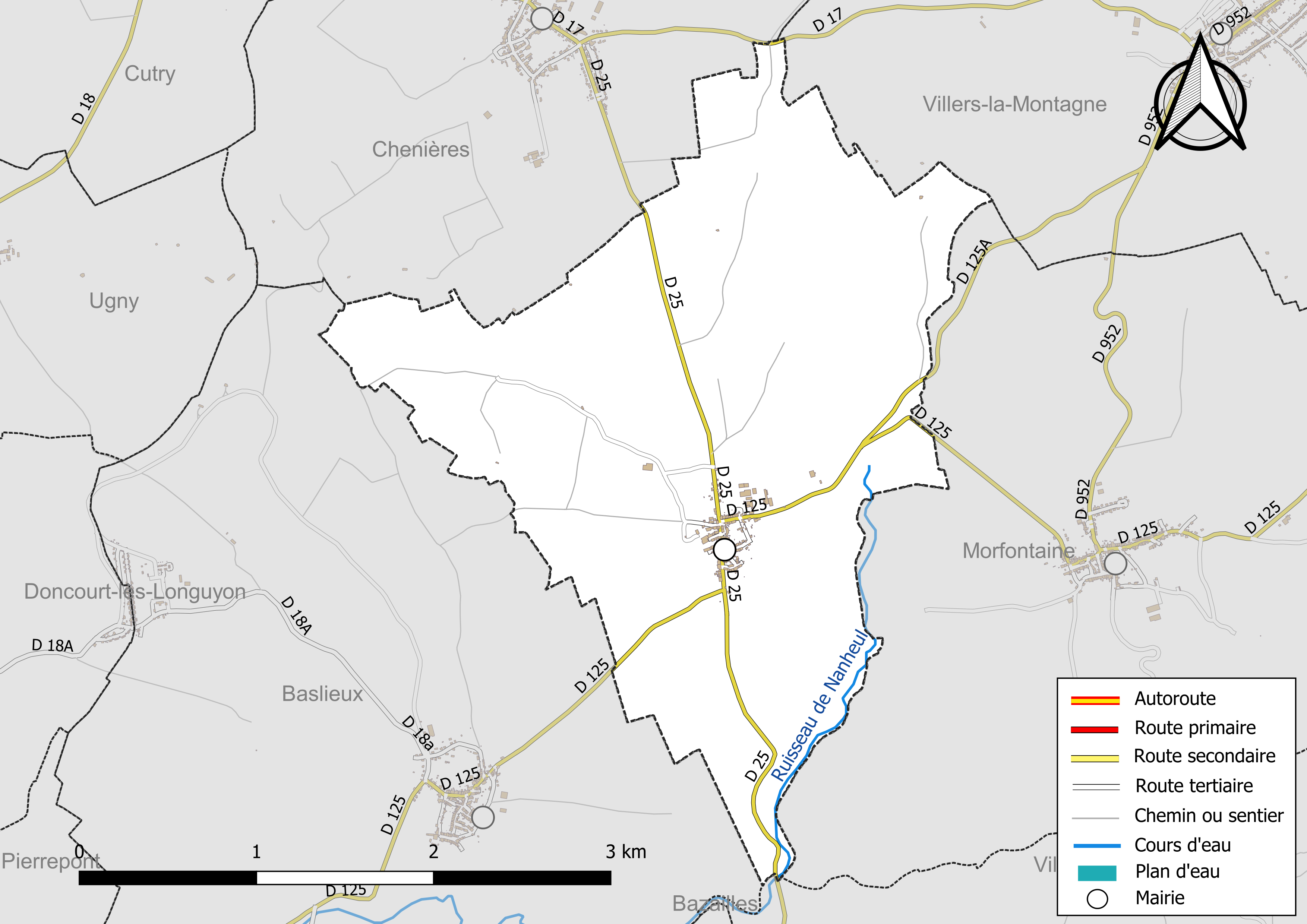
Carte hydrographique et des voies de communication de la commune en 2022.

### Typologie
Au 1er janvier 2024, Laix est catégorisée commune rurale à habitat dispersé, selon la nouvelle grille communale de densité à sept niveaux définie par l'Insee en 2022.
Elle est située hors unité urbaine et hors attraction des villes,.

### Occupation des sols
L'occupation des sols de la commune, telle qu'elle ressort de la base de données européenne d’occupation biophysique des sols Corine Land Cover (CLC), est marquée par l'importance des territoires agricoles (70,6 % en 2018), une proportion identique à celle de 1990 (70,6 %). La répartition détaillée en 2018 est la suivante : terres arables (50,3 %), forêts (26 %), prairies (20,4 %), zones urbanisées (3,4 %). L'évolution de l’occupation des sols de la commune et de ses infrastructures peut être observée sur les différentes représentations cartographiques du territoire : la carte de Cassini (XVIIIe siècle), la carte d'état-major (1820-1866) et les cartes ou photos aériennes de l'IGN pour la période actuelle (1950 à aujourd'hui).

### Habitat et logement
En 2020, le nombre total de logements dans la commune était de 99, alors qu'il était de 93 en 2015 et de 100 en 2010.
Parmi ces logements, 84,1 % étaient des résidences principales, 3,7 % des résidences secondaires et 12,2 % des logements vacants. Ces logements étaient pour 96,7 % d'entre eux des maisons individuelles et pour 3,3 % des appartements.
Le tableau ci-dessous présente la typologie des logements à Laix en 2020 en comparaison avec celle de Meurthe-et-Moselle et de la France entière. Une caractéristique marquante du parc de logements est ainsi une proportion de résidences secondaires et logements occasionnels (3,7 %) supérieure à celle du département (2,1 %) mais inférieure  à celle de la France entière (9,7 %). Concernant le statut d'occupation de ces logements, 88 % des habitants de la commune sont propriétaires de leur logement (88,8 % en 2015), contre 57,3 % pour la Meurthe-et-Moselle et 57,5 pour la France entière.
| Typologie                                               | Laix | Meurthe-et-Moselle | France entière |
| ------------------------------------------------------- | ---- | ------------------ | -------------- |
| Résidences principales (en %)                           | 84,1 | 88,6               | 82,1           |
| Résidences secondaires et logements occasionnels (en %) | 3,7  | 2,1                | 9,7            |
| Logements vacants (en %)                                | 12,2 | 9,3                | 8,2            |

## Toponymie

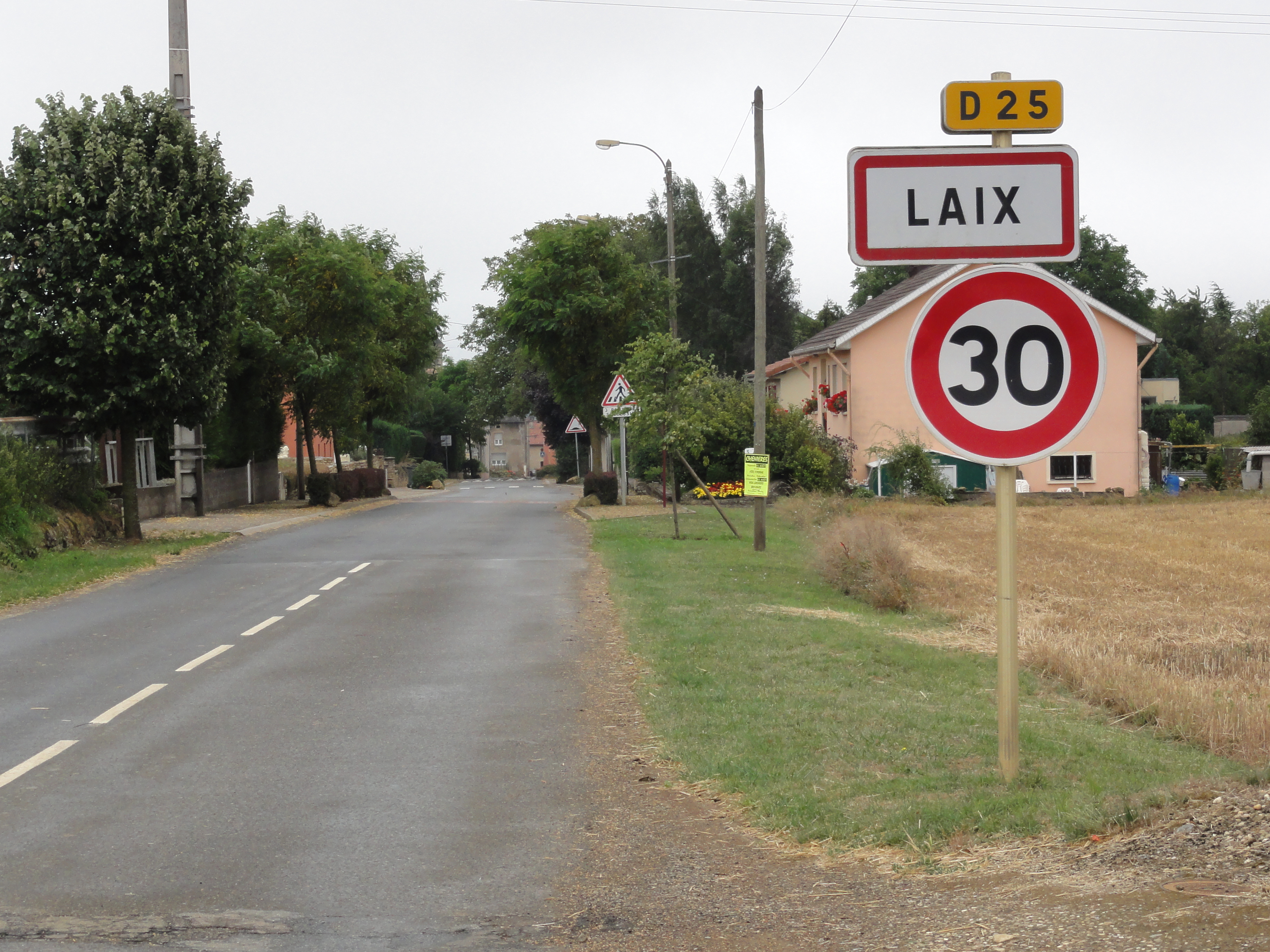
Entrée de Laix.

Le nom de la localité est attesté sous les formes Laye (1481) ; Lais (1594) ; Layx (1749) ; Leix (1779) ; Leix (1793) ; Laix (1801).
En bordure d'une forêt ; variante de laye, « bois taillis, forêt », de la Langue d'oïl, haie « bosquet, bois, forêt, terrain vague ».

## Histoire

### Ancien Régime
Laix est un village de l'ancienne province du Barrois. Il était annexe de la paroisse de Baslieux (diocèse de Trèves).

### Époque contemporaine
Le village est sinistré pendant la Première Guerre mondiale.

## Politique et administration

### Rattachements administratifs
La commune se trouve dans l'arrondissement de Briey du département de Meurthe-et-Moselle.
Elle faisait partie de 1801 à 1973  du canton de Longwy, année où elle intègre le canton de Villerupt . Dans le cadre du redécoupage cantonal de 2014 en France, cette circonscription administrative territoriale a disparu, et le canton n'est plus qu'une circonscription électorale.

### Rattachements électoraux
Pour les élections départementales, la commune fait partie depuis 2014 d'un nouveau canton de Villerupt porté à 14 communes.
Pour l'élection des députés, elle fait partie de la troisième circonscription de Meurthe-et-Moselle.

### Intercommunalité
La commune est membre de la communauté d'agglomération dénommée depuis 2021 Grand Longwy Agglomération, un établissement public de coopération intercommunale (EPCI) à fiscalité propre créé en 2017 sous le nom de communauté d'agglomération de Longwy par transformation de la  communauté de communes de l'Agglomération de Longwy  et auquel la commune  a adhéré en 2002 en lui transférant un certain nombre de ses compétences, dans les conditions déterminées par le code général des collectivités territoriales.
Cette communauté de commune avait elle-même été créée en 2002 par transformation d'un district constitué en 1960 et qui avait progressivement intégré d'autres communes.
La commune est également membre de l'Agglomération transfrontalière du pôle européen de développement.

### Liste des maires
| Période                                  | Période                   | Identité       | Étiquette | Qualité                                                                  |
| ---------------------------------------- | ------------------------- | -------------- | --------- | ------------------------------------------------------------------------ |
| Les données manquantes sont à compléter. |                           |                |           |                                                                          |
|                                          |                           |                |           |                                                                          |
| mars 1989                                | mars 2001                 | Daniel Camisan |           |                                                                          |
| mars 2001                                | 2014                      | Pascal Jacquet |           |                                                                          |
| avril 2014                               | En cours (au 6 juin 2023) | Hervé Jacquet  | PCF       | Ancien ouvrier, frère de Pascal Jacquet Réélu pour le mandat 21020-2026, |

## Équipements et services publics
Durant le mandat municipal 2014-2020, la mairie est déplacée afin qu'elle respecte les normes d'accessibilité, et une salle polyvalente créée,.

## Population et société

### Démographie
L'évolution du nombre d'habitants est connue à travers les recensements de la population effectués dans la commune depuis 1793. Pour les communes de moins de 10 000 habitants, une enquête de recensement portant sur toute la population est réalisée tous les cinq ans, les populations de référence des années intermédiaires étant quant à elles estimées par interpolation ou extrapolation. Pour la commune, le premier recensement exhaustif entrant dans le cadre du nouveau dispositif a été réalisé en 2006.

En 2022, la commune comptait 209 habitants, en évolution de +2,45 % par rapport à 2016 (Meurthe-et-Moselle : −0,13 %, France hors Mayotte : +2,11 %).
| 1793 | 1800 | 1806 | 1836 | 1841 | 1861 | 1866 | 1872 | 1876 |
| ---- | ---- | ---- | ---- | ---- | ---- | ---- | ---- | ---- |
| 265  | 270  | 286  | 333  | 360  | 375  | 327  | 309  | 289  |

| 1881 | 1886 | 1891 | 1896 | 1901 | 1906 | 1911 | 1921 | 1926 |
| ---- | ---- | ---- | ---- | ---- | ---- | ---- | ---- | ---- |
| 294  | 285  | 274  | 258  | 239  | 235  | 215  | 181  | 185  |

| 1931 | 1936 | 1946 | 1954 | 1962 | 1968 | 1975 | 1982 | 1990 |
| ---- | ---- | ---- | ---- | ---- | ---- | ---- | ---- | ---- |
| 211  | 198  | 181  | 216  | 210  | 209  | 222  | 215  | 181  |

| 1999 | 2006 | 2011 | 2016 | 2021 | 2022 | - | - | - |
| ---- | ---- | ---- | ---- | ---- | ---- | - | - | - |
| 202  | 211  | 196  | 204  | 210  | 209  | - | - | - |

## Culture locale et patrimoine

### Lieux et monuments
On peut signaler les édifices religieux suivants : 
- Église Saint-Jean-Baptiste, église paroissiale.
- Dans l'enclos de l'église (ancien cimetière), un calvaire construit en 1785, très endommagé pendant la guerre 1914-1918 et rétablie après la guerre. Une vieille croix sépulcrale.
- Chapelle du cimetière actuel, située près de la RD 25, construite en 1862.
- Ossuaire XIXe siècle.
- Deux calvaires (croix de chemin).

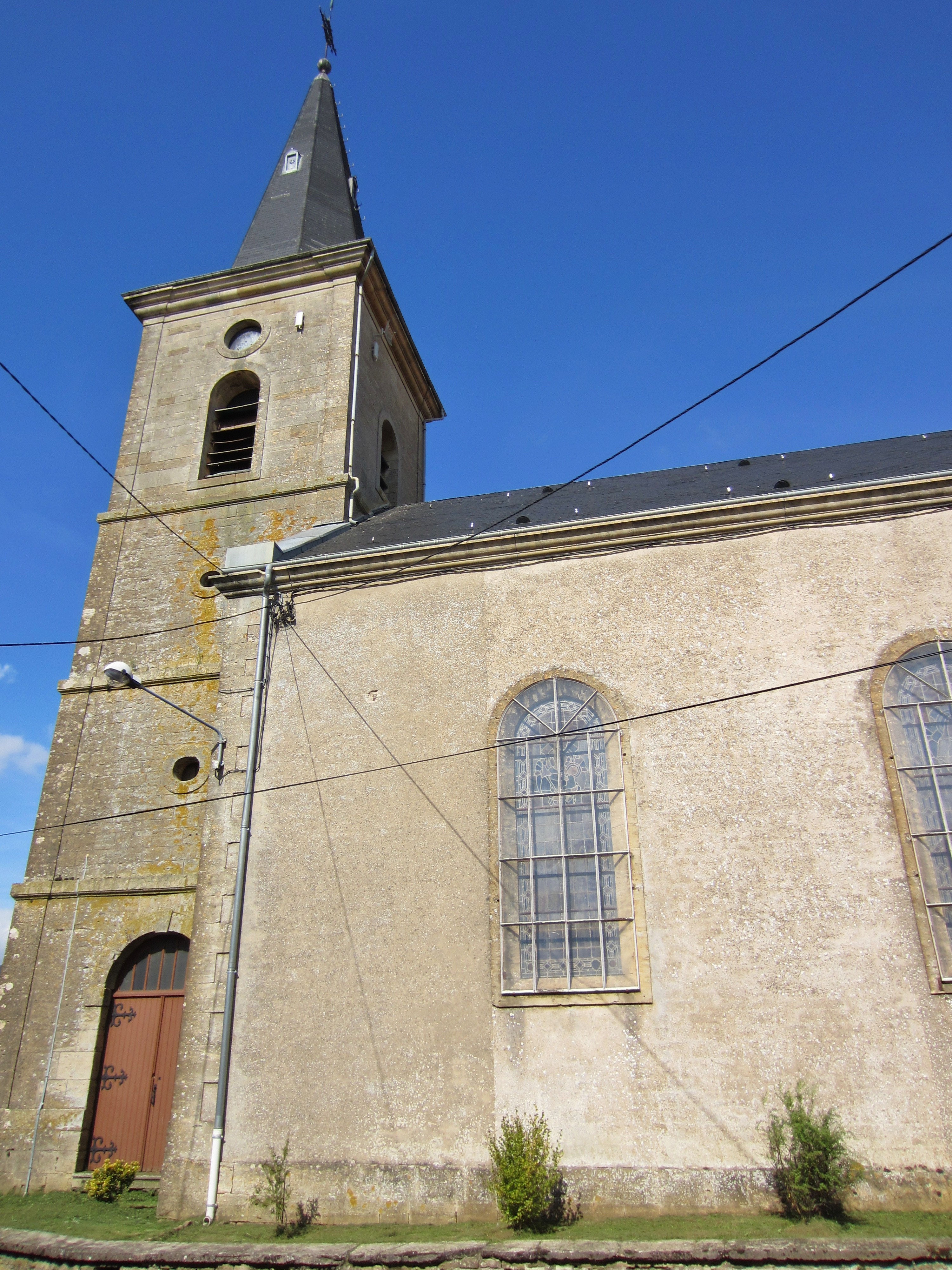
Église Saint-Jean-Baptiste.
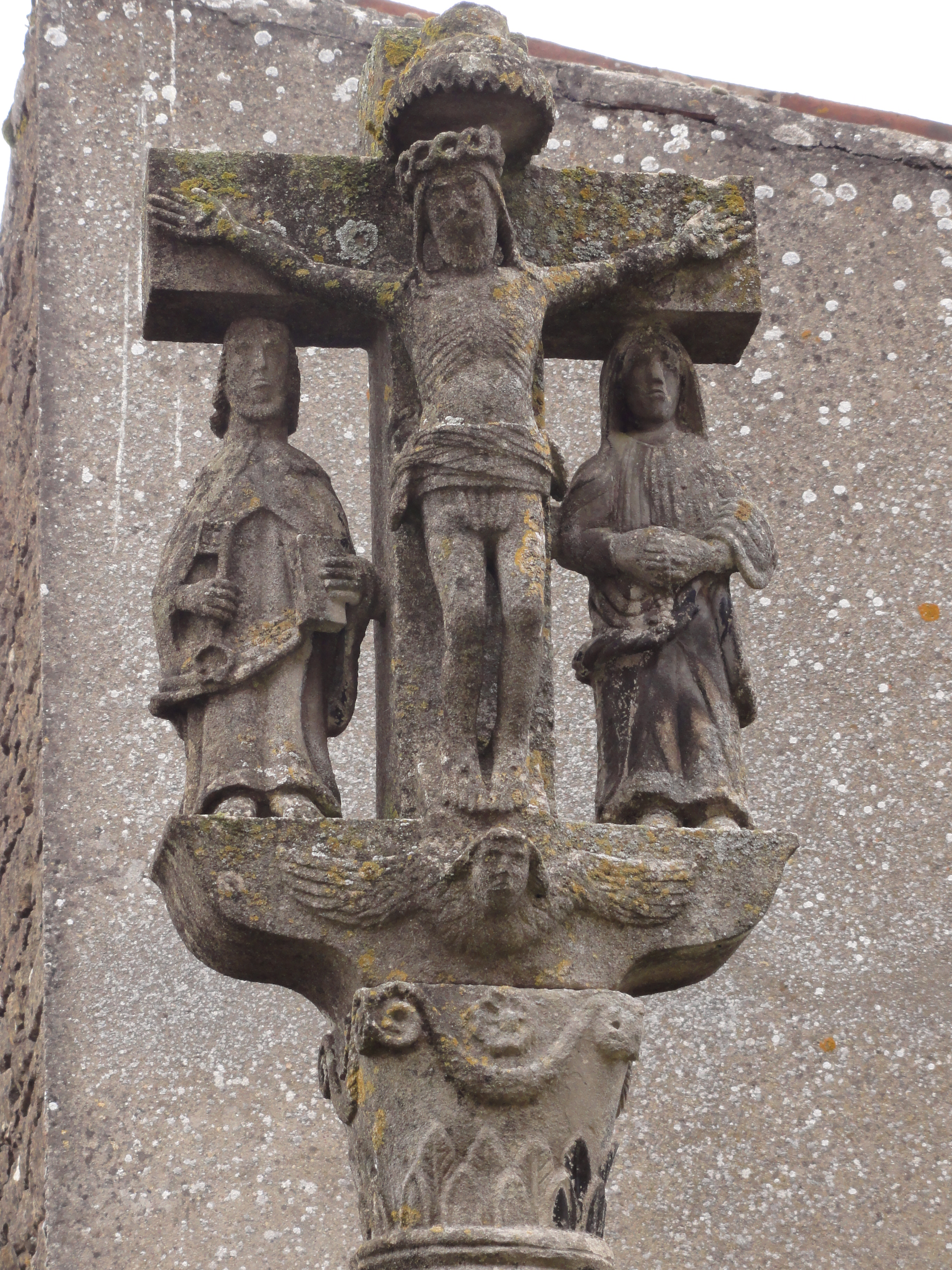
Calvaire de l'ancien cimetière, détail.
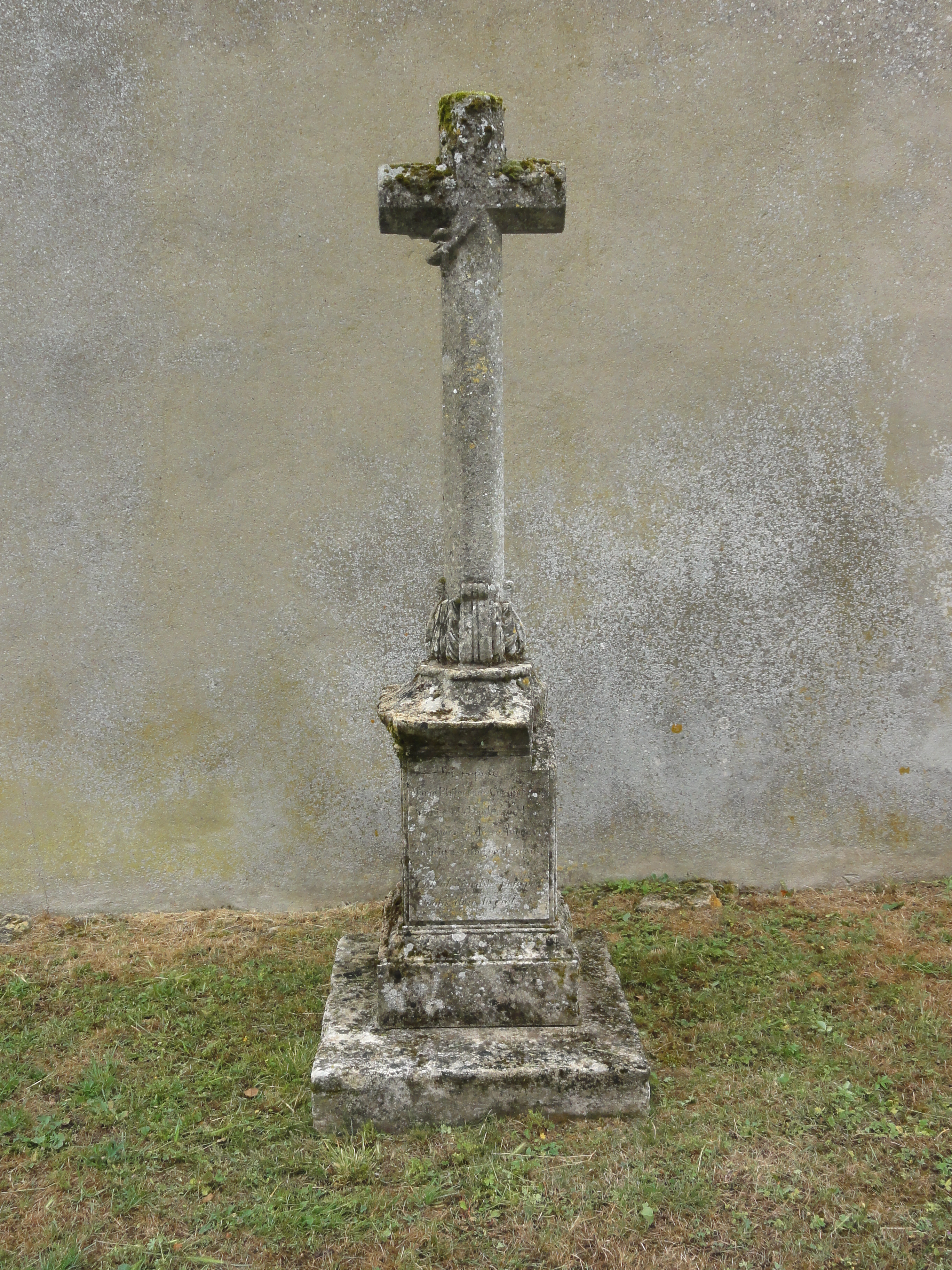
Croix sépulchrale à l'ancien cimetière.
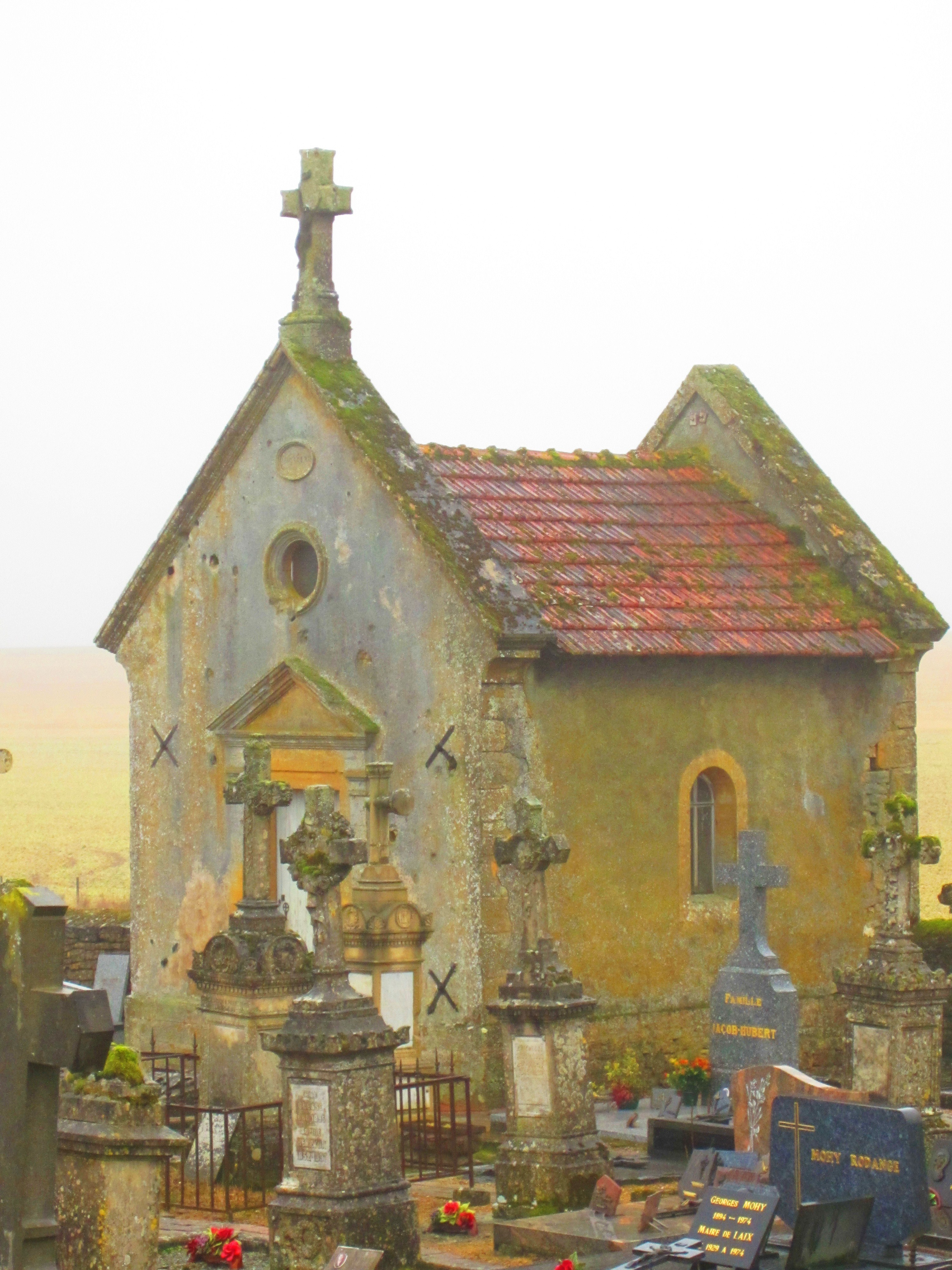
Chapelle du cimetière.
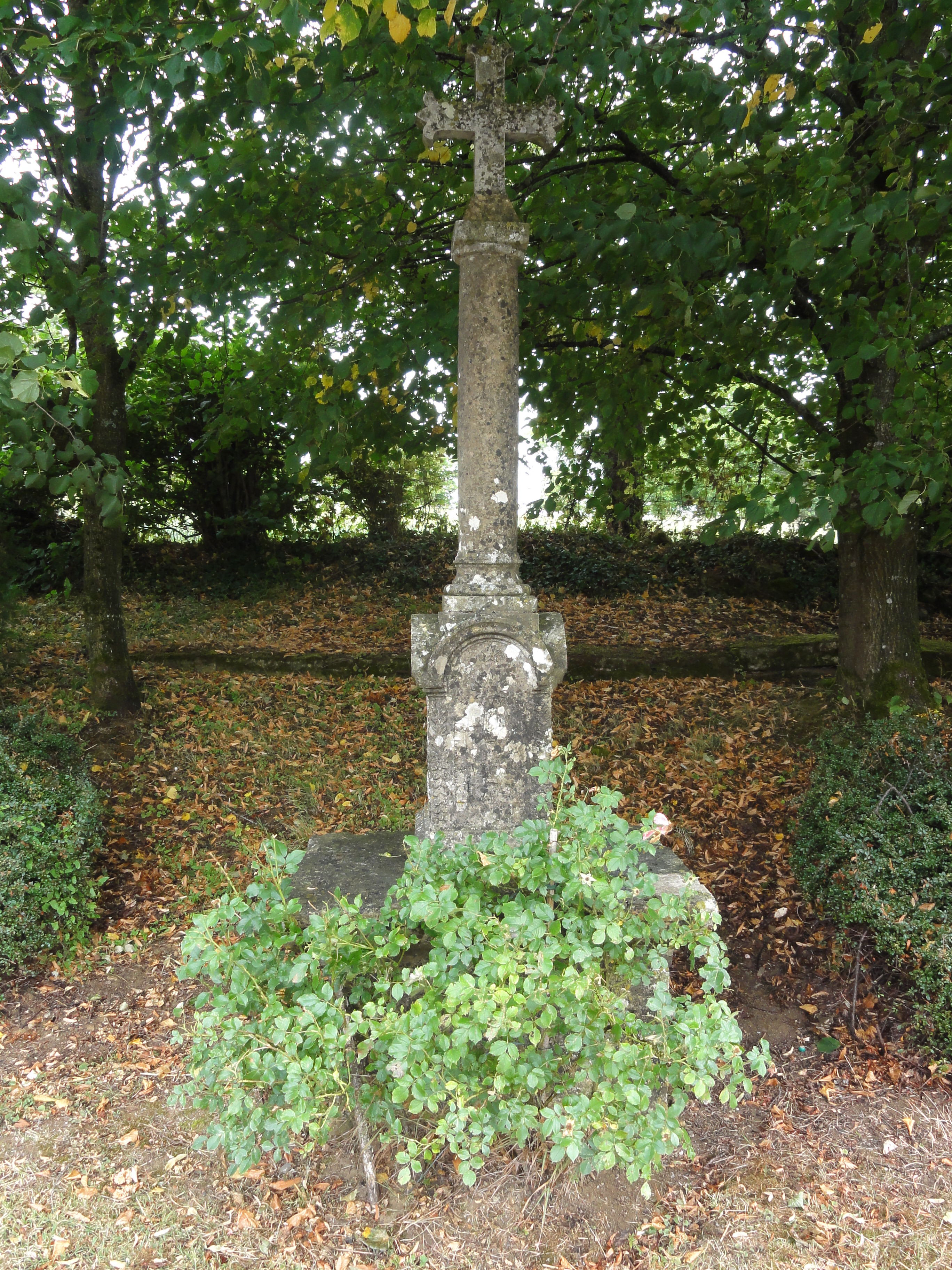
Croix de chemin.

ainsi que les édifices civils suivants ;
- Le monument aux morts sur la place.
- Deux fontaines, anciens lavoirs.
- Linteaux décorés de portes de maisons.
- Ouvrage du Mauvais-Bois, ouvrage fortifié de la ligne Maginot construit à partir de 1931, situé sur la limite entre les communes de Laix et de Villers-la-Montagne.

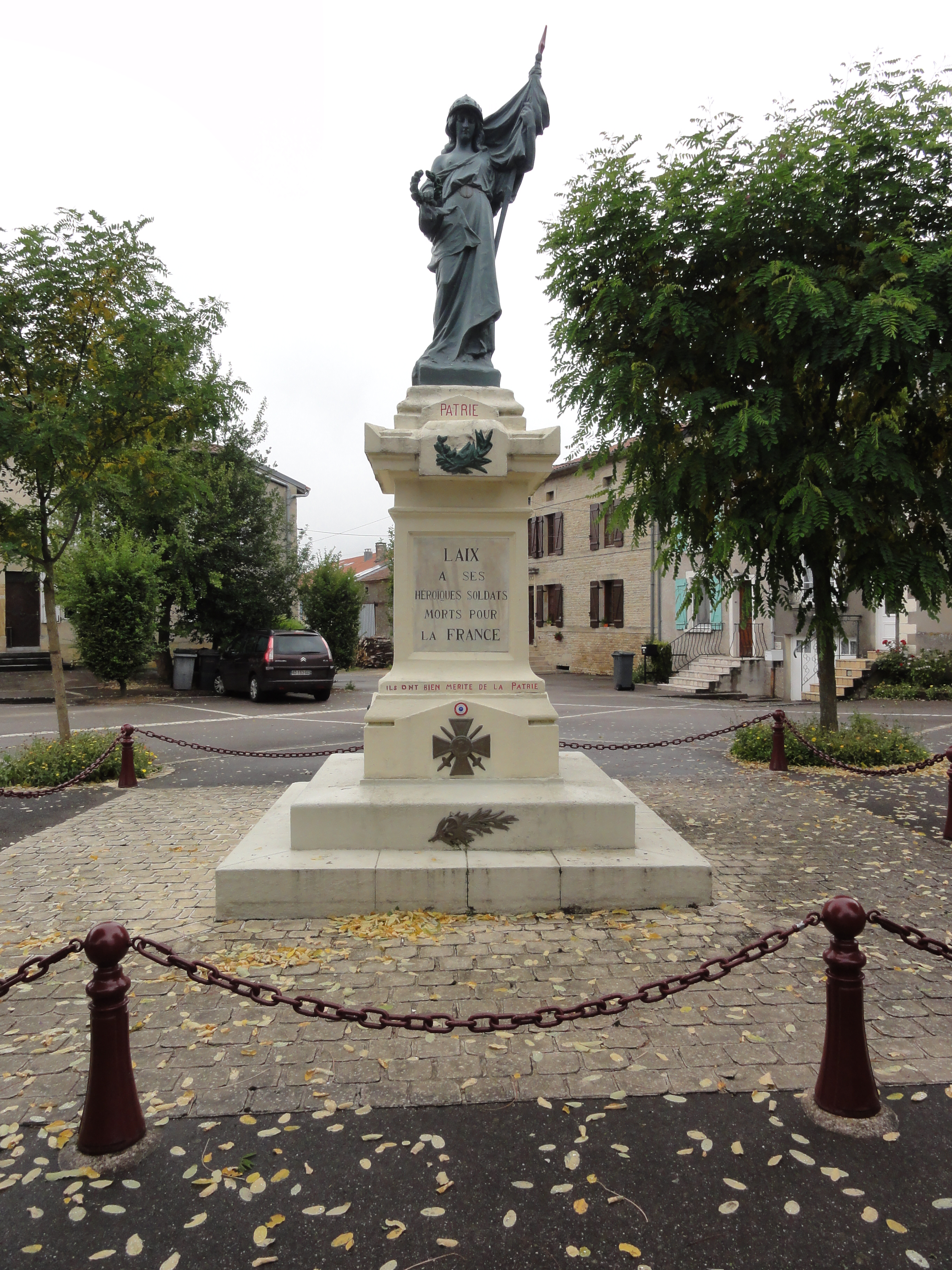
Monument aux morts.
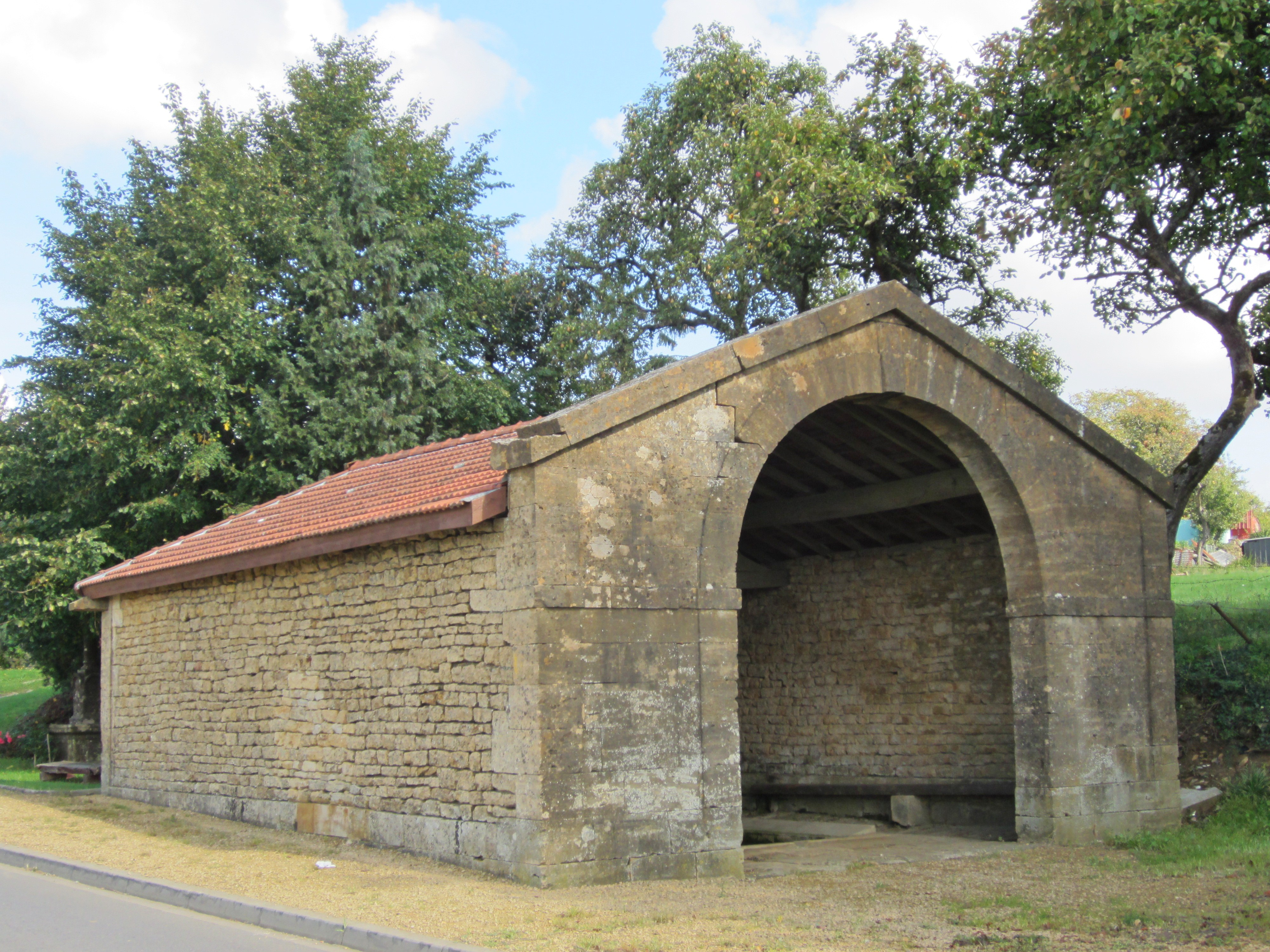
Lavoir.
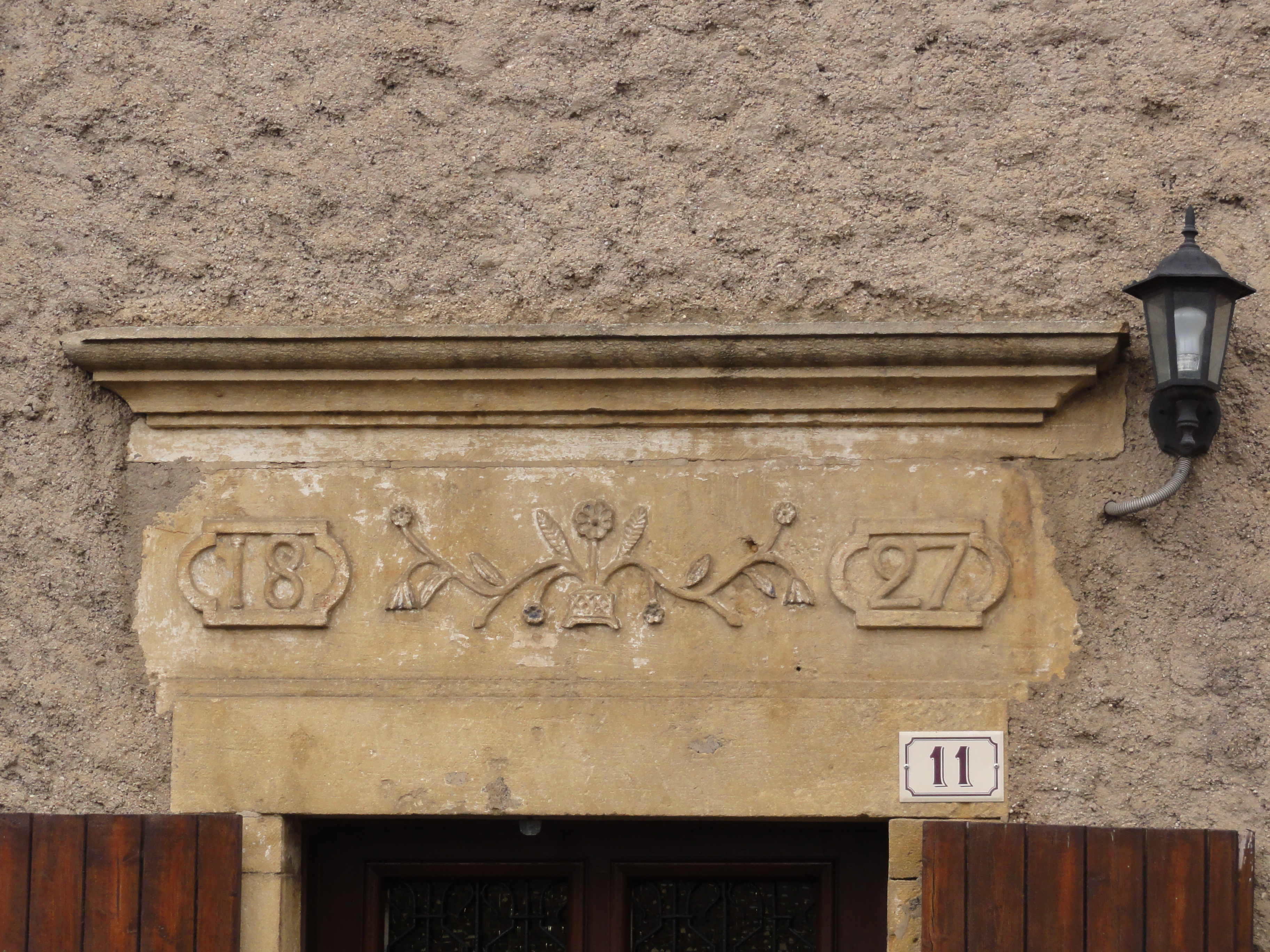
Linteau porte de maison 1827.

### Héraldique, logotype et devise
| Blason de Laix | Blason  | De sinople à la grappe de raisin feuillée d'or ; chapé d'argent, chargé à dextre d'une hache contournée de sable et à senestre d'un râteau emmanché du même, posés dans le sens du chapé. |
| Blason de Laix | Détails | Création Dominique Larcher. Adopté le 9 février 2017. |

## Pour approfondir